# Batalla de Slankamen
En la batalla de Slankamen (también Szlankamen), que ocurrió el 19 de agosto de 1691 durante la Gran Guerra Turca, se enfrentaron los ejércitos de Austria y del Imperio otomano. La batalla de Slankamen terminó con una clara victoria para las tropas imperiales, lo que les permitió mantener la mayor parte de Hungría bajo control frente a los otomanos.

## Preludio
En 1683, los otomanos iniciaron la Gran Guerra Turca con una ofensiva contra la capital de Austria, Viena. Después de que el asedio de Viena terminara con la derrota otomana en la batalla de Kahlenberg (12 de septiembre de 1683), la iniciativa pasó a las tropas imperiales. En los años siguientes, los otomanos fueron de esa manera expulsados gradualmente de Hungría y Transilvania. En 1686 conquistaron Ofen (la actual Budapest) y al año siguiente infligieron una devastadora derrota a los otomanos en la batalla de Mohács (12 de agosto de 1687). Sin embargo, cuando en 1688 comenzó la guerra del Palatinado contra Francia, el emperador Leopoldo I tuvo que concentrar la mayor parte de su ejército en el Rin. Eso significó que, aunque las fuerzas imperiales pudieron otra vez obtener más ventajas al tomar Belgrado en 1688, la ciudadal igual que toda Serbia se perdieron nuevamente en 1690.
Para el año 1691, se pusieron otra vez más fuerzas a disposición del comandante imperial, el margrave Luis Guillermo de Baden-Baden. Entre otros, 6000 brandeburgueses y 2000 bávaros se unieron al ejército cerca de Buda, que creció de esa manera hasta alrededor de 50 000 soldados y 90 cañones. El margrave tenía la intención de enfrentarse en batalla al ejército otomano y derrotarlo. El plan de Guillermo de Baden-Baden era recuperar con la ayuda de una victoria decisiva todas las pérdidas del año anterior. Después de que se supo que el ejército otomano avanzaba hacia Belgrado, el ejército imperial también marchó contra esa ciudad serbia a través de Esseg (la actual Osijek), en la orilla sur del río Drava y el Danubio. Por el camino el margrave de Baden instaló una base de suministros cerca de Petrovaradin, desde donde los suministros seguían al ejército en el Danubio bajo la protección de una flotilla fluvial. Cuando las fuerzas imperiales se acercaron a Zemun el 12 de agosto, descubrieron al ejército otomano, muy superior en número (aproximadamente 90.000 hombres; 200 cañones) en una posición fuertemente atrincherada.
Durante dos días, el ejército imperial acampó en formación de batalla frente a Zemun, esperando un ataque otomano, que, sin embargo, no se produjo. En cambio, su propio ejército fue diezmado a causa del calor extremo y la falta de suministros. Finalmenteel margrave, recordando la batalla de Mohács, intentó inducir a los otomanos a atacarle retirándose para ese propósito. De esa manera las tropas imperiales se retiraron en lentas marchas hacia la ciudad fortificada de Slankamen. Después el ejército tomó una posición entre la ciudad y una cadena montañosa, en la que el margrave pretendía repeler el ataque del ejército otomano. De hecho las tropas otomanas siguieron a las tropas imperiales y acamparon frente a su posición el 16 de agosto. En este punto, la fuerza de los dos ejércitos había disminuido en gran medida debido a las enfermedades, las deserciones y las muertes por calor. Mientras que las fuerzas imperiales todavía contaban con unos 33.000 soldados, el gran visir todavía podía reunir unos 50.000 hombres.

## La batalla

### Maniobras y despliegue
En la noche del 17 al 18 de agosto, el gran visir Köprülü Fazıl Mustafa hizo desmantelar en secreto el campamento otomano. Para cubrirlo, dejó su caballería frente a la posición imperial y se movió con el resto de su ejército, incluido el tren de equipaje a través de Krčedin en dirección al sur rodeando el flanco derecho de las tropas imperiales. Luego, las fuerzas otomanas tomaron una nueva posición al oeste de las fuerzas imperiales, en una colina sobre el Danubio, en la que inmediatamente comenzaron a atrincherarse. Más tarde, la caballería otomana también siguió el mismo camino y se unió al ala derecha otomana. Esto puso al ejército imperial en una posición precaria. Quedó aislado tanto de su línea de retirada como de su línea de suministro. Adicionalmetne los otomanos, que eran muy superiores en número, se atrincheraron en terrenos más altos y también condujeron hacia allí una flota, que era superior a la imperial, en el Danubio. En la mañana del 18 de agosto, un transporte de provisiones procedente de Petrovaradin, que se necesitaba con urgencia, cayó en manos de los otomanos.
El margrave Ludwig von Baden se vio entonces obligado a atacar pronto la posición otomana para liberar al ejército imperial del envolvimiento. Para ese propósito él tuvo que cambiar primero su posición. Hasta el mediodía del 19 de agosto, las tropas imperiales habían girado hacia el oeste sin ser molestadas por los otomanos. Al parecer, Köprülü Mustafa era consciente de que las fuerzas imperiales se verían obligadas en esta situación a correr contra su posición fortificada y quería por ello no precipitarse. A las 15:00 horas las tropas del margrave estaban listas. En el ala derecha estaba el maestro de campo Karl Ludwig Graf de Souches con 20 batallones en el Danubio. Detrás de ellos, casi toda la artillería del ejército estaba montada en una colina para poder bombardear el campamento otomano y sus fortificaciones. En el centro estaba el general Hans Albrecht von Barfus con el cuerpo auxiliar de Brandeburgo, 17 batallones y 31 escuadrones. En el ala izquierda se desplegó el cuerpo de caballería con 85 escuadrones y 16 batallones al mando del mariscal de campo Johann Heinrich von Dünewald. La única reserva era otra unidad de caballería, que estaba al mando del Príncipe de Holstein, el cual estaba posicionado detrás del ala derecha.El plan del margrave era atacar con el ala izquierda (Dunewald) con el propósito de destruir el ala derecha otomana. De esa manera los otomanos serían expulsados de sus trincheras para luego ser empujados hacia el Danubio. Para que los jenízaros en las fortificaciones no pudieesen acudir en ayuda del ala amenazada, deberían ser reprimidos para ello por ataques del centro imperial y del ala derecha.

### La lucha a orillas del Danubio
El ala izquierda imperial empezó a atacar a las 15:00 horas. Para garantizar que las tropas imperiales tuvieran suficiente estabilidad, el margrave hizo que las unidades de infantería y caballería de esa ala operaran de manera mixta. Esto y la dificultad del terreno retrasaron el avance. En cambio, contrariamente al plan de ataque original, la derecha imperial, que en realidad sólo estaba pensada en proporcionar ayuda al respecto, fue la primera en entrar en una dura batalla. Los cañones se elevaron a 200 pasos y se disparó contra las trincheras otomanas. Entonces los granaderos imperiales atacaron. Bajo el mando personal del maestro de campo de Souches, irrumpieron en las posiciones otomanas, pero fueron repelidos por los otomanos, que contaban con el apoyo de 300 especialistas de artillería franceses. Durante el ataque el maestre de campo de Souches cayó en combate y los batallones imperiales se retiraron. El siguiente contraataque de los jenízaros puso entonces a la derecha imperial en una situación crítica por la falta de un liderazgo unificado tras la muerte de su comandante. Sólo mediante el uso de la gran batería de cañones y cuatro regimientos de coraceros de la reserva (Príncipe de Holstein) se pudo repeler con dificultad el avance otomano. En lugar del maestre de campo de Souches, Guido von Starhemberg tomó el mando de la ala derecha y la dirigió hacia adelante en un segundo ataque, que también fue repelido por los otomanos. Aunque fue herido por una flecha, Starhemberg también comandó un tercer asalto, que también fracasó. Las bajas, especialmente entre el cuerpo de oficiales, eran ahora tan graves que ya no era utilizable toda la derecha imperial.
Al mismo tiempo, la flotilla fluvial otomana actuó contra los barcos imperiales. Gracias a su superioridad numérica, la flotilla rápidamente logró vencer a la pequeña flota imperial. Esto también interrumpió de orma definitiva la última línea de comunicación del ejército imperial con sus bases.

### El ataque de la caballería otomana
Mientras tanto, la izquierda imperial siguió avanzando en el confuso terreno y perdió por el camino el contacto con el centro. Köprülü Mustafa dirigió entonces el ataque de toda su caballería hacia esta brecha abierta. Los sipahi atravesaron así las primeras líneas de las tropas imperiales, hicieron retroceder a su caballería y también irrumpieron en el segundo encuentro. Allí encontraron resistencia por parte de las tropas de Brandeburgo. El general von Barfus hizo aparecer varios batallones y con ellos atacó los flancos de la caballería otomana. Los jinetes quedaron entonces atrapados en un intenso fuego cruzado, sufrieron grandes pérdidas y finalmente huyeron.

### La irrupción en el campo otomano

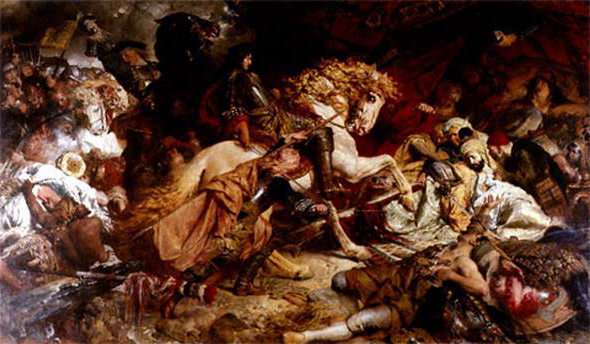
Ferdinand Keller: El margrave de Baden con el moribundo Köprülü Mustafa. Cuadro histórico heroico de 1878.

El margrave de Baden reorganizó entonces personalmente las tropas del ala izquierda. Sacó los escuadrones de las unidades de infantería y caballería previamente mixtas en Dünewald hacia la izquierda y los reforzó con la caballería de reserva del Príncipe de Holstein. En el siguiente ataque, la caballería imperial combinada se encontró con la caballería otomana, que se reunía después de su ataque fallido y que se mantuvo en ese momento en dos grandes "grupos". Como su formación aún no estaba completa, no podía ofrecer por ello ninguna resistencia organizada al ataque imperial. Después del primer choque, algunos de los jinetes otomanos huyeron hacia el oeste, mientras que la mayoría se refugió en el campamento otomano y sus fortificaciones. El ala izquierda imperial ahora pudo atacar el campamento del Gran Visir a través del expuesto flanco otomano. Al principio, los jenízaros se defendieron en todas las direcciones, pero cuando el propio Gran Visir Köprülü Mustafa cayó en batalla, se desató entre ellos el pánico. Hasta que cayó la noche, las fuerzas imperiales destruyeron entonces a todos sus enemigos en la zona del campamento otomano. Entre los caídos se encontraban el comandante y 15 líderes de los jenízaros, así como 18 bajás.

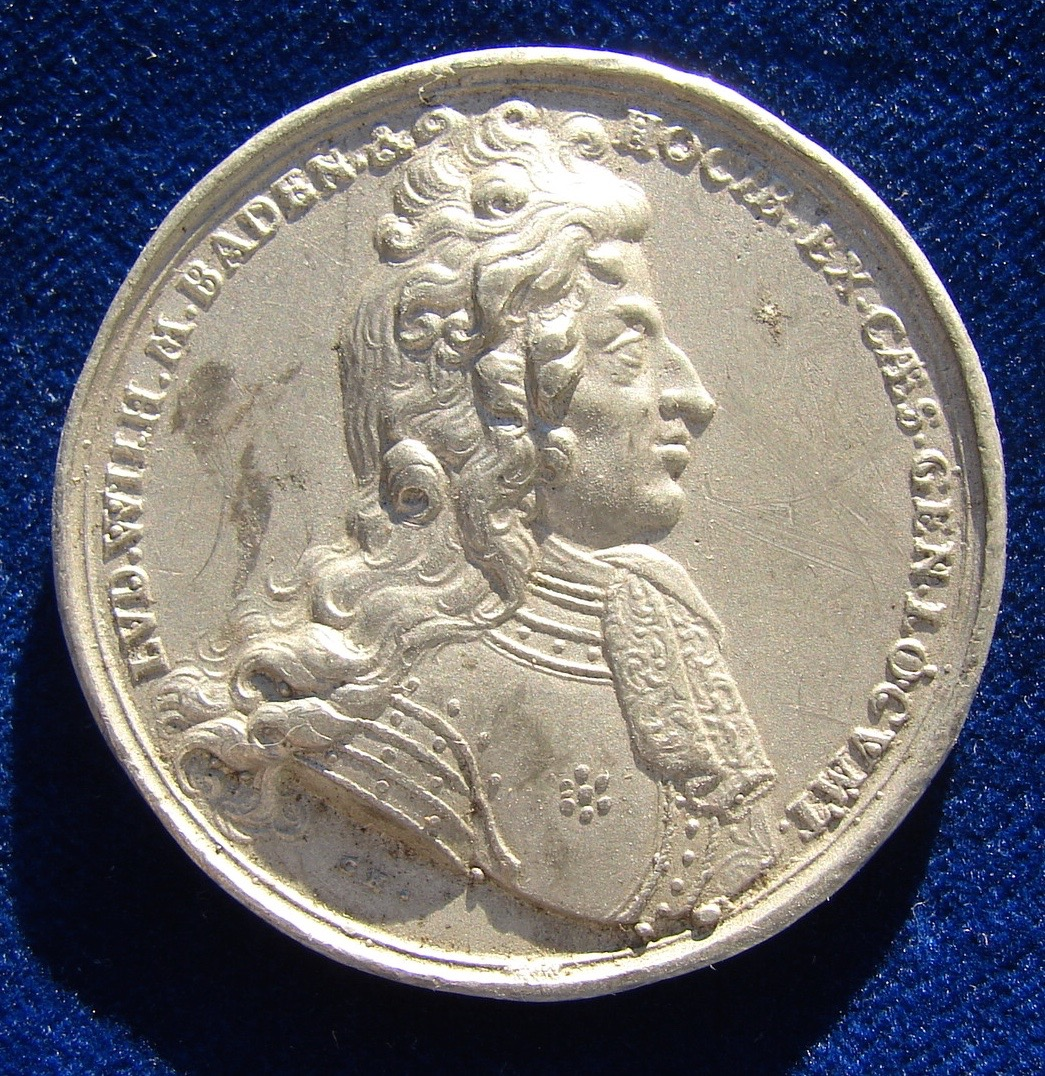
Medalla Pb para la batalla de Slankamen 1691 de Georg Hautsch, anverso, con el retrato de Luis el Turco

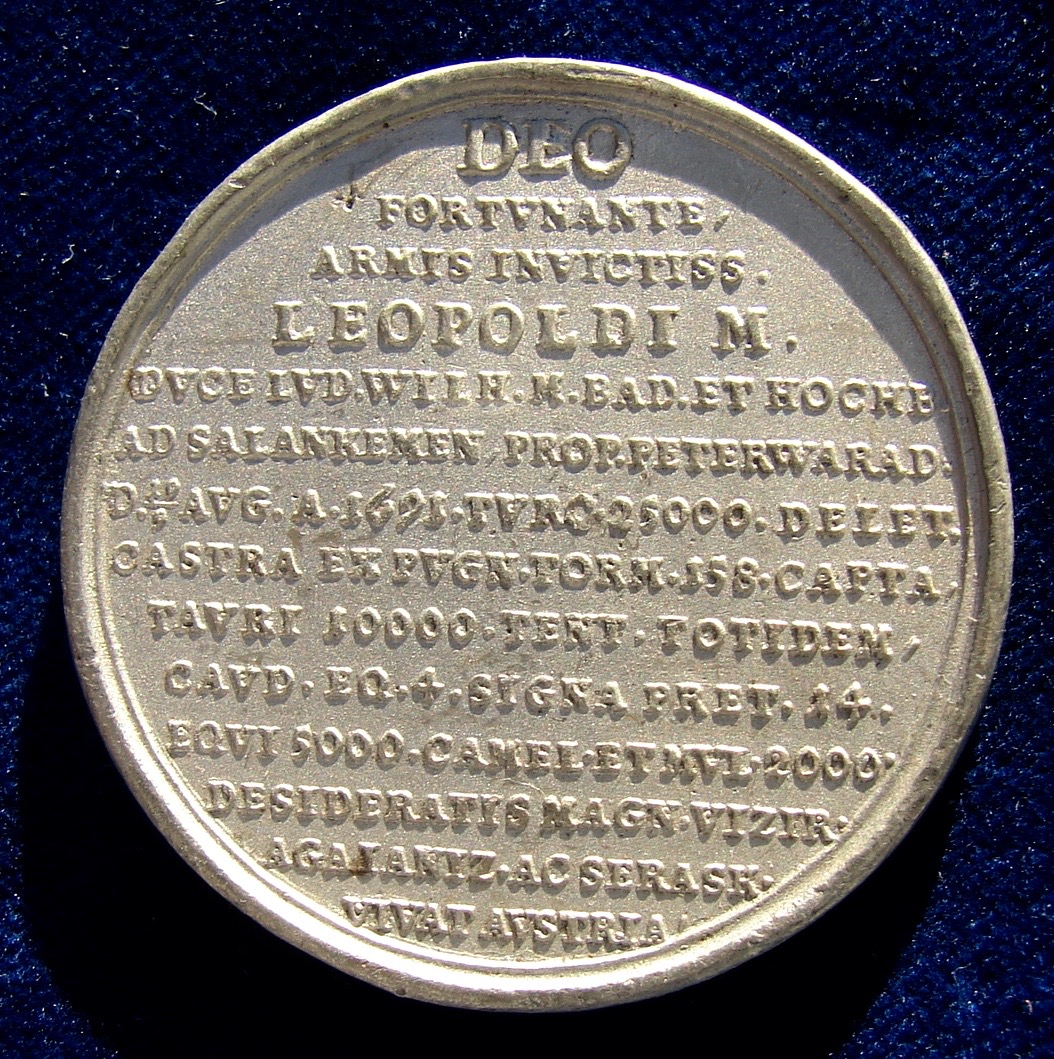
Medalla de la batalla de Slankamen 1691 de Georg Hautsch, reverso, con el botín de la batalla

El campamento otomano, con todo su séquito y artillería (158 cañones), cayó de esa manera en manos de las tropas imperiales. Sus pérdidas fueron muy elevadas. Perdieron 7.000 soldados, incluido el Príncipe de Holstein.Los otomanos, por el contrario, perdieron hasta 25.000 hombres, lo que equivalía aproximadamente el 50 % de su fuerzas efectivas que tenían en el lugar. El resto del ejército estaba disperso o huía y tuvo que ser por ello reunido nuevamente en las semanas siguientes. El comandante imperial informó luego con orgullo que el estandarte del gran visir y todas las banderas de todos los bajás habían sido capturados. Sólo más tarde el margrave se enteró a través de las declaraciones de los prisioneros de que el propio Gran Visir se encontraba entre los otomanos muertos.Poco después, una medalla de Georg Hautsch de Núremberg indicaba que el botín era de 10.000 toros, 10.000 tiendas de campaña, 4 colas de caballo, 14 estandartes, 5.000 caballos además de 2.000 camellos y mulas.

## Consecuencias
Al día siguiente, el día 20 de agosto, el joven oficial Carlos Tomás de Lorena-Vaudemont, que se había distinguido en la batalla, fue enviado a Viena con un breve informe en el que el margrave de Baden informaba lo siguiente respecto a la batalla:

Obwohl sie ein groß blut gekostet, so ist selber doch also beschaffen, daß man den Verlust verschmertzen Kan, indem gegen Ihren Verlust, der Vnserige nichts zu Rechnen, und sie hoffentlich durch diesen Streich in einen solchen stand werden gebracht sein, daß sie schwerlich vor dießes Jahr große Spunck thun werden …
Luis Guillermo, margrave de Baden

La victoria imperial en Slankamen en 1691 fue significativa, ya que liberó al ejército imperial del envolvimiento otomano. La situación, en la que se encontraba después de haber sido rodeado en sus flancos, era tan amenazadora que una derrota fácilmente podría haber acabado con la pérdida de todo el ejército. Esta pérdida habría sido difícil de compensar en la larga guerra de los Habsburgo que tenía en dos frentes y habría traído importantes desventajas estratégicas. Además, la derrota en Slankamen costó a los otomanos tantas bajas que no pudieron volver a tomar la ofensiva en ese año o en el año siguiente. Esto supuso un notable alivio para el ejército imperial, que en aquel momento luchaba contra las tropas francesas en el Rin. En segundo lugar, la victoria llevó a una serie de ventajas locales en el teatro de guerra húngaro. Aunque la fortaleza de Belgrado apenas estaba ahora protegida por las tropas otomanas, el margrave Luis Guillermo de Baden-Baden se consideraba demasiado débil para ocupar el lugar, sobre todo porque asegurar el suministro para el ejército parecía imposible después de la pérdida de su flotilla del Danubio. En vez de ello, los imperiales primero se retiraron hacia el norte a través del Danubio antes de conquistar, entre otros lugares, Lippa, Brod y Gradiška y comenzar un asedio de Oradea, que fue tomada el 5 de junio de 1692. Debido a su exitosa campaña, el emperador Leopoldo I nombró a Luis Guillermo de Baden-Baden teniente general del ejército imperial, es decir, comandante en jefe de todas las tropas imperiales. El rey español Carlos II concedió al margrave la Orden del Toisón de Oro.